# Roompotstraat
De Roompotstraat is een straat in Brugge.

## Beschrijving
Roompot (Rombaut?) wordt algemeen als een familienaam beschouwd.
De eerste keer is de naam te vinden in 1291 met betrekking tot een waterput genaamd Roompots pitte.
In 1394 werd voor het eerst de Roompotstraat genoemd.
Van 1558 tot 1817 stond een windmolen, met de naam Roompotmolen, op de vesting, rechtover de straat.
De Roompotstraat (in het Brugs 'Rompot') loopt van de Beenhouwersstraat naar de Gulden-Vlieslaan.